# Carl Johan Michelet
Carl Johan Michelet, född den 25 juli 1826 i Urskog, död den 30 januari 1902, var en norsk jurist och politiker, son till Christian Fredrik Michelet (1792–1874).
Michelet tog juridisk ämbetsexamen 1849, var 1856–63 overretssakförer i Kristiania, 1863–70 och 1877–82 polismästare där och därefter amtman i Jarlsberg og Larvik. Han representerade sitt amt på stortinget 1886–91 och från 1895 till sin död, Han var, skriver Karl Vilhelm Hammer i Nordisk familjebok, "en af partiparollen alldeles obunden högerman, en kvickt och oförskräckt slagfärdig politiker".